# WWE Campionat dels Estats Units
El Campionats dels Estats Units de la WWE és un campionat de lluita lluire professional de la World Wrestling Entertainment (WWE), específic de la RAW. Aquest campionat està actiu des del 27 de juliol de 2003, quan Eddie Guerrero va guanyar un torneig per reactivar-lo.
Abans de ser defensat per la WWE, el títol era part de la National Wrestling Alliance (NWA) i World Championship Wrestling (WCW).

## Llista de campions
| Nom                                                     | Anys                                     |
| ------------------------------------------------------- | ---------------------------------------- |
| NWA United States Heavyweight Championship              | 1 de gener de 1975 – 27 de gener de 1981 |
| NWA United States Heavyweight Championship (Undisputed) | 27 de gener 1981 – 1991                  |
| WCW United States Heavyweight Championship              | 1991 – 2001                              |
| WCW United States Championship                          | 2001                                     |
| WWE United States Championship                          | 2003 – present                           |

|     | Lluitador           | Regnat N° | Data                   | Duració       | Show                                 | Notes |
| --- | ------------------- | --------- | ---------------------- | ------------- | ------------------------------------ | --- |
| 1   | Harley Race         | 1         | 1 de gener de 1975     | 183           | N/A                                  | Va guanyar un torneig per definir el campió inaugural |
| 2   | Johnny Valentine    | 1         | 3 de juliol de 1975    | 93            | Live event                           | |
|     | Vacant              | N/A       | 4 d'octubre de 1975    | N/A           | N/A                                  | La carrera de Valentine va finalitzar degut a una lesió |
| 3   | Terry Funk          | 1         | 9 de novembre de 1975  | 18            | N/A                                  | Va derrotar a Paul Jones a la final d'un torneig |
| 4   | Paul Jones          | 1         | 27 de novembre de 1975 | 107           | N/A                                  | |
| 5   | Blackjack Mulligan  | 1         | 13 de març de 1976     | 217           | N/A                                  | |
| 6   | Paul Jones          | 2         | 16 d'octubre de 1976   | 43            | N/A                                  | |
|     | Blackjack Mulligan  | 1 (2)     | 28 de novembre de 1976 | 11            | N/A                                  | Canvi no reconegut |
|     | Paul Jones          | 2 (3)     | 9 de desembre de 1976  | 6             | N/A                                  | Canvi no reconegut |
| 7   | Blackjack Mulligan  | 2 (3)     | 15 de desembre de 1976 | 204           | N/A                                  | |
| 8   | Bobo Brazil         | 1         | 7 de juliol de 1977    | 22            | N/A                                  | |
| 9   | Ric Flair           | 1         | 29 de juliol de 1977   | 84            | N/A                                  | |
| 10  | Ricky Steamboat     | 1         | 21 d'octubre de 1977   | 72            | N/A                                  | |
| 11  | Blackjack Mulligan  | 3 (4)     | 1 de gener de 1978     | 77            | N/A                                  | |
| 12  | Mr. Wrestling       | 1         | 19 de març de 1978     | 21            | N/A                                  | |
| 13  | Ric Flair           | 2         | 9 d'abril de 1978      | 265           | N/A                                  | |
| 14  | Ricky Steamboat     | 2         | 30 de desembre de 1978 | 92            | N/A                                  | |
| 15  | Ric Flair           | 3         | 1 d'abril de 1979      | 133           | N/A                                  | |
|     | Vacant              | N/A       | 12 d'agost de 1979     | N/A           | N/A                                  | El campionat va quedar vacant quan Ric Flair va guanyar el NWA World Tag Team Championship |
| 16  | Jimmy Snuka         | 1         | 1 de setembre de 1979  | 231           | N/A                                  | Va derrotar a Ricky Steamboat en la final d'un torneig |
| 17  | Ric Flair           | 4         | 19 d'abril de 1980     | 98            | N/A                                  | |
|     | Greg Valentine      | 1         | 26 de juliol de 1980   | 121           | N/A                                  | Canvi no reconegut |
|     | Ric Flair           | 4 (5)     | 24 de novembre de 1980 | 64            | N/A                                  | Canvi no reconegut |
| 18  | Roddy Piper         | 1         | 27 de gener de 1981    | 193           | N/A                                  | |
| 19  | Wahoo McDaniel      | 1         | 8 d'agost de 1981      | 24            | N/A                                  | |
|     | Vacant              | N/A       | setembre de 1981       | N/A           | N/A                                  | Per una lesió de McDaniel |
| 20  | Sgt. Slaughter      | 1         | 4 d'octubre de 1981    | 229           | N/A                                  | Derrotà a Ricky Steamboat a la final d'un torneig |
| 21  | Wahoo McDaniel      | 2         | 21 de maig de 1982     | 17            | N/A                                  | |
| 22  | Sgt. Slaughter      | 2         | 7 de juny de 1982      | 76            | N/A                                  | |
| 23  | Wahoo McDaniel      | 3         | 22 d'agost de 1982     | 74            | N/A                                  | |
| 24  | Greg Valentine      | 1 (2)     | 4 de novembre de 1982  | 163           | N/A                                  | |
| 25  | Roddy Piper         | 2         | 16 d'abril de 1983     | 14            | N/A                                  | |
| 26  | Greg Valentine      | 2 (3)     | 30 d'abril de 1983     | 228           | N/A                                  | |
| 27  | Dick Slater         | 1         | 14 de desembre de 1983 | 129           | N/A                                  | |
| 28  | Ricky Steamboat     | 3         | 21 d'abril de 1984     | 64            | N/A                                  | |
| 29  | Wahoo McDaniel      | 4         | 24 de juny de 1984     | 7             | N/A                                  | |
|     | Vacant              | N/A       | Juliol de 1984         | N/A           | N/A                                  | Degut al final controversial en el regnat anterior |
| 30  | Wahoo McDaniel      | 5         | 7 d'octubre de 1984    | 167           | N/A                                  | Derrotà a Manny Fernandez en la final d'un torneig |
| 31  | Magnum T.A.         | 1         | 23 de març de 1985     | 120           | N/A                                  | |
| 32  | Tully Blanchard     | 1         | 21 de juliol de 1985   | 130           | N/A                                  | |
| 33  | Magnum T.A.         | 2         | 28 de novembre de 1985 | 182           | Starrcade                            | Fou un I Quit steel cage match |
|     | Vacant              | N/A       | 29 de maig de 1986     | N/A           | N/A                                  | Magnum fou desposseït del campionat quan va atacar al president de la NWA Bob Geigel |
| 34  | Nikita Koloff       | 1         | 17 d'agost de 1986     | 328           | N/A                                  | |
| 35  | Lex Luger           | 1         | 11 de juliol de 1987   | 138           | N/A                                  | |
| 36  | Dusty Rhodes        | 1         | 26 de novembre de 1987 | 141           | Starrcade (1987)                     | Fou un Steel cage match |
|     | Vacant              | N/A       | 15 d'abril de 1988     | N/A           | N/A                                  | El campionat quedà vacant quan Dusty va atacar al promotor Jim Crockett |
| 37  | Barry Windham       | 1         | 13 de maig de 1988     | 283           | N/A                                  | Va derrotar a Nikita Koloff en la final d'un torneig |
| 38  | Lex Luger           | 2         | 20 de febrer de 1989   | 76            | Chi-Town Rumble                      | |
| 39  | Michael Hayes       | 1         | 7 de maig de 1989      | 15            | WrestlerWar (1989                    | |
| 40  | Lex Luger           | 3         | 22 de maig de 1898     | 523           | N/A                                  | Regnat més llarg de la història d'aquest campionat |
| 41  | Stan Hansen         | 1         | 27 d'octubre de 1990   | 50            | Halloween Havoc (1990)               | |
| 42  | Lex Luger           | 4         | 16 de desembre de 1990 | 210           | Starrcade (1990)                     | Fou un Texas Bullrope match |
|     | Vacant              | N/A       | 14 de juliol de 1991   | N/A           | The Great American Bash (1991)       | El títol va quedar vacant quan Luger va guanyar el WCW World Heavyweight Championship |
| 43  | Sting               | 1         | 25 d'agost de 1991     | 86            | N/A                                  | Derrotà a Stone Cold en la final d'un torneig |
| 44  | Rick Rude           | 1         | 19 de novembre de 1991 | 378           | Clash of the Champions XVII          | |
|     | Vacant              | N/A       | Desembre 1992          | N/A           | N/A                                  | Lesió de Rude |
| 45  | Dustin Rhodes       | 1         | 11 de gener de 1993    | 110           | Saturday Night                       | Derrotà a Ricky Steamboat en un combat que originalment era per determinar el nº1 contender que s'enfrontaria aRick Rude, però degut a la lesió d'aquest últim es va converti en una lluita per determinar al nou campió |
|     | Vacant              | N/A       | Maig de 1993           | N/A           | N/A                                  | |
| 46  | Dustin Rhodes       | 2         | 30 d'agost de 1993     | 119           | N/A                                  | |
| 47  | Stone Cold          | 1         | 27 de desembre de 1993 | 240           | Starrcade (1993)                     | |
| 48  | Ricky Steamboat     | 4         | 24 d'agost de 1994     | 25            | Clash of the Champions XXVIII        | |
| 49  | Stone Cold          | 2         | 18 de setembre de 1994 | 0             | Fall Brawl (1994)                    | |
| 50  | Jim Duggan          | 1         | 18 de setembre de 1994 | 100           | Fall Brawl (1994)                    | |
| 51  | Big Van Vader       | 1         | 27 de desembre de 1994 | 117           | Starrcade (1994)                     | |
|     | Vacant              | N/A       | 23 d'abril de 1995     | N/A           | N/A                                  | Van Vader fou desposseït del títol |
| 52  | Sting               | 2         | 18 de juny de 1995     | 148           | The Great American Bash (1995)       | Derrotà a Meng en la final d'un torneig |
| 53  | Kensuke Sasaki      | 1         | 13 de novembre de 1995 | 44            | N/A                                  | Va guanyar el campionat en un show de la New Japan Pro Wrestling |
| 54  | One Man Gang        | 1         | 27 de desembre de 1995 | 33            | Starrcade (1995)                     | |
| 55  | Konnan              | 1         | 29 de gener de 1996    | 160           | N/A                                  | |
| 56  | Ric Flair           | 5 (6)     | 7 de juliol de 1996    | 160           | Bash at the Beach (1996)             | |
|     | Vacant              | N/A       | Setembre de 1996       | N/A           | N/A                                  | Ric Flair va patir una lesió d'espatlla |
| 57  | Eddie Guerrero      | 1         | 29 de desembre de 1996 | 77            | Starrcade (1996)                     | Derrotà a Diamond Dallas Page a la final d'un torneig |
| 58  | Dean Malenko        | 1         | 16 de març de 1997     | 85            | Uncensored (1997)                    | |
| 59  | Jeff Jarrett        | 1         | 9 de juny de 1997      | 73            | N/A                                  | |
| 60  | Steve McMichael     | 1         | 21 d'agost de 1997     | 25            | Clash of the Champions XXXV          | |
| 61  | Curt Henning        | 1         | 15 de setembre de 1997 | 104           | Monday Nitro                         | |
| 62  | Diamond Dallas Page | 1         | 28 de desembre de 1997 | 112           | Starrcade (1997)                     | |
| 63  | Raven               | 1         | 19 d'abril de 1998     | 1             | Spring Stampede (1998)               | |
| 64  | Goldberg            | 1         | 20 d'abril de 1998     | 77            | Monday Nitro                         | |
|     | Vacant              | N/A       | 6 de juliol de 1998    | N/A           | N/A                                  | El campionat va quedar vacant quan Goldberg va guanyar el WCW World Heavyweight Championship |
| 65  | Bret Hart           | 1         | 20 de juliol de 1998   | 21            | Monday Nitro                         | Derrotà a Diamond Dallas |
| 66  | Lex Luger           | 5         | 10 d'agost de 1998     | 1             | Monday Nitro                         | |
| 67  | Bret Hart           | 2         | 11 d'agost de 1998     | 76            | Thunder                              | |
| 68  | Diamond Dallas Page | 2         | 26 d'octubre de 1998   | 35            | Monday Nitro                         | |
| 69  | Bret Hart           | 3         | 30 de novembre de 1998 | 70            | Monday Nitro                         | Fou un No disqualification match |
| 70  | Roddy Piper         | 3         | 8 de febrer de 1999    | 13            | Monday Nitro                         | |
| 71  | Scott Hall          | 1         | 21 de febrer de 1999   | 23            | SuperBrawl IX                        | |
|     | Vacant              | N/A       | 16 de març de 1999     | N/A           | N/A                                  | Lesió de Scott Hall |
| 72  | Scott Steiner       | 1         | 11 d'abril de 1999     | 85            | Spring Stampede (1999)               | Derrotà a Booker T en la final d'un torneig |
|     | Vacant              | N/A       | 5 de juliol de 1999    | N/A           | N/A                                  | Booker T fou desposseït del campionat per ordre del president Ric Flair |
| 73  | David Flair         | 1         | 5 de juliol de 1999    | 35            | Monday Nitro                         | Atorgat per Ric Flair |
| 74  | Chris Benoit        | 1         | 9 d'agost de 1999      | 34            | Monday Nitro                         | |
| 75  | Sid Eudy            | 1         | 12 de setembre de 1999 | 42            | Fall Brawl (1999)                    | |
| 76  | Goldberg            | 2         | 24 d'octubre de 1999   | 1             | Halloween Havoc (1999)               | |
| 77  | Bret Hart           | 4         | 25 d'octubre de 1999   | 14            | Monday Nitro                         | |
| 78  | Scott Hall          | 2         | 8 de novembre de 1999  | 41            | Monday Nitro                         | Fou un Fatal 4 way Ladder match on també van participar Sid Vicious i Goldberg |
| 79  | Chris Benoit        | 2         | 19 de desembre de 1999 | 1             | Starrcade (1999)                     | |
| 80  | Jeff Jarrett        | 2         | 20 de desembre de 1999 | 27            | Monday Nitro                         | Fou un “ladder match |
|     | Vacant              | N/A       | 16 de gener del 2000   | N/A           | N/A                                  | Lesió de Jarrett |
| 81  | Jeff Jarrett        | 3         | 17 de gener de 2000    | 84            | Monday Nitro                         | Atorgat per Kevin Nash |
|     | Vacant              | N/A       | 16 d'abril de 2000     | N/A           | N/A                                  | Abandonat junt amb altres campionats de la WCW |
| 82  | Scott Steiner       | 2         | 16 d'abril de 2000     | 84            | Spring Stampede (2000)               | Derrotà a Sting en la final d'un torneig per recuperar el campionat |
|     | Vacant              | N/A       | 9 de juliol de 2000    | N/A           | N/A                                  | Scott fou desposseït del títol |
| 83  | Lance Storm         | 1         | 18 de juliol de 2000   | 66            | Monday Nitro                         | Derrotà a Mike Awesome en la final d'un torneig |
| 84  | Terry Funk          | 2         | 22 de setembre de 2000 | 1             | N/A                                  | |
| 85  | Lance Storm         | 2         | 23 de setembre de 2000 | 15            | Halloween Havoc (2000)               | |
| 86  | Gen Rection         | 1         | 29 d'octubre de 2000   | 15            | Halloween Havoc (2000)               | Derrotà a Lance Storm i Jim Duggan en un handicap match |
| 87  | Lance Storm         | 3         | 13 de novembre de 2000 | 13            | Monday Nitro                         | |
| 88  | Gen Rection         | 2         | 26 de novembre de 2000 | 49            | Mayhem (2000)                        | |
| 89  | Shane Douglas       | 1         | 14 de gener de 2001    | 22            | N/A                                  | |
| 90  | Rick Steiner        | 1         | 5 de febrer de 2001    | 41            | Monday Nitro                         | |
| 91  | Booker T            | 1         | 18 de març de 2001     | 128           | Greed                                | |
| 92  | Chris Kanyon        | 1         | 24 de juliol de 2001   | 48            | SmackDown                            | Atorgat per Booker T i la propietaria de la ECW Stephanie McMahon |
| 93  | Tajiri              | 1         | 10 de setembre de 2001 | 13            | Raw                                  | |
| 94  | Rhyno               | 1         | 23 de setembre de 2001 | 29            | Unforgiven (2001)                    | |
| 95  | Kurt Angle          | 1         | 22 d'octubre de 2001   | 21            | Raw                                  | |
| 96  | Edge                | 1         | 12 de novembre de 2001 | 6             | Raw                                  | |
|     | Unificat            | N/A       | 18 de novembre de 2001 | N/A           | N/A                                  | Edge derrotà al Campió Intercontinental de la WWF Andrew Martin i unificar els dos campionats; el Campionat dels EUA va ser retirat                                                                                      |
| 97  | Eddie Guerrero      | 2         | 27 de juliol de 2003   | 84            | Vengeance (2003)                     | Derrotà a Chris Benoit en la final d'un torneig per reactivar el campionat. El títol fou separat del títol intercontinental                                                                                              |
| 98  | Big Show            | 1         | 19 d'octubre de 2003   | 147           | No Mercy (2003)                      | |
| 99  | John Cena           | 1         | 14 de març de 2004     | 114           | WrestleMania XX                      | Aquesta va ser la primera vegada en la historia que aquest campionat es posava en joc a WrestleMania |
|     | Vacant              | N/A       | 6 de juliol de 2004    | N/A           | N/A                                  | John Cena va ser desposseït del campionat pel GM de SmackDown Kurt Angle |
| 100 | Booker T            | 2         | 27 de juliol de 2004   | 68            | SmackDown                            | Fou un 8 Way elimination match on també va participar John Cena, René Duprée, Kenzo Suzuki, Rob Van Dam, Billy Gunn, Charlie Haas i Luther Reigns                                                                        |
| 101 | John Cena           | 2         | 3 d'octubre de 2004    | 2             | No Mercy (2004)                      | |
| 102 | Carlito Caribbean   | 1         | 5 d'octubre 2004       | 42            | SmackDown                            | |
| 103 | John Cena           | 3         | 16 de novembre de 2004 | 105           | SmackDown                            | |
| 104 | Orlando Jordan      | 1         | 1 de març de 2005      | 173           | SmackDown                            | |
| 105 | Chris Benoit        | 3         | 21 d'agost de 2005     | 58            | SummerSlam (2005)                    | |
| 106 | Booker T            | 3         | 18 d'octubre de 2005   | 35            | SmackDown                            | |
|     | Vacant              | N/A       | 22 de novembre de 2005 | N/A           | N/A                                  | En la defensa el resultat va ser un doble pinfall |
| 107 | Booker T            | 4         | 20 de gener de 2006    | 40            | Smackdown                            | |
| 108 | Chris Benoit        | 4         | 19 de febrer de 2006   | 42            | No Way Out (2006)                    | |
| 109 | JBL                 | 1         | 2 d'abril de 2006      | 51            | WrestleMania XXII                    | |
| 110 | Bobby Lashley       | 1         | 23 de març de 2006     | 49            | SmackDown                            | |
| 111 | Finlay              | 1         | 11 de juliol de 2006   | 49            | SmackDown                            | |
| 112 | Mr. Kennedy         | 1         | 29 d'agost de 2006     | 42            | SmackDown                            | Fou un triple threat match on també participava Bobby Lashley |
| 113 | Chris Benoit        | 5         | 10 d'octubre de 2006   | 222           | SmackDown                            | |
| 114 | MVP                 | 1         | 20 de maig de 2007     | 343           | Judgment Day (2006)                  | Fou un 'Two out of three falls match |
| 115 | Matt Hardy          | 1         | 27 d'abril de 2008     | 84            | Backlash (2008)                      | El títol es tornà exclusiu de la ECW quan Matt Hardy va ser traspassat el 23 de juny de 2008 |
| 116 | Shelton Benjamin    | 1         | 20 de juliol de 2008   | 240           | The Great American Bash (2008)       | El títol va retornar a SmackDown ja que Shelton formava part da'aquesta marca |
| 117 | MVP                 | 2         | 17 de març de 2009     | 76            | SmackDown                            | El campionat es tornà exclusiu de Raw quan MVP fou traspassat a la dita marca pel Draft (2009) |
| 118 | Kofi Kingston       | 1         | 1 de juny de 2009      | 126           | Raw                                  | |
| 119 | The Miz             | 1         | 5 d'octubre de 2009    | 224           | Raw                                  | |
| 120 | Bret Hart           | 5         | 17 de maig de 2010     | 7             | Raw                                  | Fou un No disqualification i No conunt out match |
|     | Vacant              | N/A       | 24 de maig de 2010     | N/A           | Raw                                  | Bret va deixar el títol quan es va convertir en el 'General Manager de Raw |
| 121 | R-Truth             | 1         | 24 de maig de 2010     | 21            | Raw                                  | Va derrotar a The Miz en una lluita per la vacant del campionat |
| 122 | The Miz             | 2         | 14 de juny de 2010     | 97            | Raw                                  | Fou un Fatal 4 way match on també participaven John Morrison i Zack Ryder |
| 123 | Daniel Bryan        | 1         | 19 de setembre de 2010 | 176           | Noght of Champions (2010)            | |
| 124 | Sheamus             | 1         | 14 de març de 2011     | 48            | Raw                                  | El títol es tornà exclusiu de SmackDown quan Sheamus fou traspassat a la dita marca pel Draft (2011) |
| 125 | Kofi Kingston       | 2         | 1 de maig de 2011      | 49            | Extreme Rules (2011)                 | Fou un Tables match. El títol va retornar a Raw ja que Kofi era part d'aquesta marca |
| 126 | Dolph Ziggler       | 1         | 19 de juny de 2011     | 182           | Capitol Punishment (2011)            | |
| 127 | Zack Ryder          | 1         | 18 de desembre de 2011 | 30            | TLC: Tables, Ladders & Chairs (2011) | |
| 128 | Jack Swagger        | 1         | 16 de gener de 2012    | 49            | Raw                                  | Zack Ryder no estava en condicions de lluitar, però aquest fet no va ser considerat pels directius i es va permetre el combat                                                                                            |
| 133 | Santino Marella     | 1         |                        | 167           | Raw                                  | |
| 134 | Antonio Cesaro      | 1         |                        | 249           | SummerSlam                           | |
| 135 | Kofi Kingstone      | 3         |                        | 34            | Raw                                  | |
| 136 | Dean Ambrose        | 1         |                        | 341           | Extreme Rules                        | |
| 137 | Sheamus             | 2         |                        | 182           | Raw                                  | |
| 138 | Rusev               | 1         |                        | 146           | Raw                                  | |
| 139 | John Cena           | 4         |                        | 147           | WrestleMania 31                      | |
| 140 | Seth Rollins        | 1         |                        | 30            | SummerSlam                           | |
| 141 | John Cena           | 5         |                        | 35            | Night of Champions                   | |
| 142 | Alberto Del Rio     | 1         |                        | 78            | Hell in a cell                       | |
| 143 | Kalisto             | 1         |                        | 1             | Raw                                  | |
| 144 | Alberto Del Rio     | 2         |                        | 12            | SmackDown                            | |
| 145 | Kalisto             | 2         |                        | 119           | Royal Rumble                         | |
| 156 | Rusev               | 2         |                        | 126           | Extreme Rules                        | |
| 147 | Roman Reings        | 1         |                        | 106           | Clash of Champions                   | |
| 148 | Chris Jericho       | 1         |                        | 83            | Raw                                  | |
| 149 | Kevin Owens         | 1         |                        | 28            | WrestleMania 33                      | |
| 150 | Chris Jericho       | 2         |                        | 2             | Payback                              | |
| 151 | Kevin Owens         | 2         |                        | 66            | SmackDawn Live                       | |
| 152 | Aj Styles           | 1         |                        | 16            | House Show                           | |
| 153 | Kevin Owens         | 3         |                        | 2             | Battleground                         | |
| 154 | Aj Styles           | 2         |                        | 75            | SmackDown Live                       | |
| 155 | Baron Corbin        | 1         |                        | 70            | Hell in a Cell                       | |
| 156 | Dolph Ziggler       | 2         |                        | 9             | Clash of Champions                   | |
|     | Vacant              |           |                        |               | SmackDown Live                       | |
| 157 | Bobby Roode         | 1         |                        | Campió actuad | SmackDown Live                       | |

## Major quantitat de regnats
- 5 vegades: Ric Flair, Wahoo McDaniel, Lex Luger Chris Benoit & Bret Hart
- 4 vegades: Ricky Steamboat & Booker T.
- 3 vegades: Blackjack Mulligan, Roddy Piper, Jeff Jarrett, Lance Storm & John Cena.
- 2 vegades: Terry Funk, Paul Jones, Sgt. Slaughter, Greg Valentine, Magnum T.A., Sting, Dustin Rhodes, Steve Austin, Eddie Guerrero, Diamond Dallas Page, Goldberg, Scott Hall, Scott Steiner, Gen. Rection, MVP & The Miz.

## Dades interessants
- Regnat més llarg: Lex Luger, 523 dies.
- Regnat més curt: Steve Austin, 5 minuts.
- Campió més gran: Terry Funk, 56 anys
- Campió més jove: David Flair, 19 anys
- Campió més pesat: The Big Show.
- Campió més lleuger: David Flair.